# Taiwanassiminea
Taiwanassiminea is een geslacht van weekdieren uit de klasse van de Gastropoda (slakken).

## Soorten
- Taiwanassiminea affinis (Böttger, 1887)
- Taiwanassiminea bedaliensis (Rensch, 1934)
- Taiwanassiminea hayasii (Habe, 1942)
- Taiwanassiminea javana (Thiele, 1927)
- Taiwanassiminea lentula (van Benthem Jutting, 1963)
- Taiwanassiminea phantasma Hallan & Fukuda, 2015
- Taiwanassiminea riparia (van Benthem Jutting, 1963)
- Taiwanassiminea sororcula (van Benthem Jutting, 1963)